# Lipsko-Polesie
Lipsko-Polesie – wieś w Polsce położona w województwie lubelskim, w powiecie zamojskim, w gminie Zamość.
| SIMC    | Nazwa | Rodzaj    |
| ------- | ----- | --------- |
| 0906255 | Budy  | część wsi |
| 0906261 | Szlak | część wsi |

W latach 1975–1998 miejscowość administracyjnie należała do województwa zamojskiego.
Wieś jest sołectwem w gminie Zamość. Według Narodowego Spisu Powszechnego z roku 2011 wieś liczyła 408 mieszkańców.
Wieś została założona tuż przed wybuchem II wojny światowej w miejscu wyciętych lasów, na gruntach wsi Lipsko. Na szczegółowej mapie topograficznej Wojskowego Instytutu Geograficznego z 1935 r. jeszcze nie występuje.
Wierni Kościoła rzymskokatolickiego należą do parafii św. Jana Chrzciciela w Lipsku.
W Lipsku-Polesiu w latach 1906-2017 znajdowała się kapliczka św. Romana, postawiona u stóp wzgórza, z którego wypływa woda mająca według tradycji działanie lecznicze. Doszczętnie spłonęła 18 lipca 2017.
14.02.2018 kapliczka została w pełni odbudowana przy pomocy parafian.